# 7666 Keyaki
7666 Keyaki este un asteroid din centura principală de asteroizi.

## Descriere
7666 Keyaki este un asteroid din centura principală de asteroizi. A fost descoperit pe 4 noiembrie 1994 la Sendai de Cross, K.. El prezintă o orbită caracterizată de o semiaxă mare de 2,71 ua, o excentricitate de 0,21 și o înclinație de 3,7° în raport cu ecliptica.